# Quinquerreme
Um quinquerreme (do latim quinquerēmis, no qual quinque = cinco e remus = remos) consiste em uma embarcação de guerra, movido a cinco filas de remos ou cinco remadores em cada remo. Usada principalmente pelos gregos do período helenístico e por cartagineses e romanos em consequência das Guerras Púnicas.